# Gene Nelson
Gene Nelson (n. 24 martie 1920, Seattle, Washington, SUA – d. 16 septembrie 1996, Los Angeles, California, SUA) a fost dansator, actor, scenarist și regizor american. A obținut în 1950 Premiul Globul de Aur pentru cel mai bun actor debutant.

## Biografie
S-a născut cu numele de Leander Eugene Berg în orașul Astoria din Oregon și s-a mutat la Seattle când avea un an. A dorit încă din copilărie să devină dansator, urmărind filmele lui Fred Astaire și Ginger Rogers. După ce a servit în armată în cel de-al Doilea Război Mondial, în timpul căruia a jucat în musicalul This is the Army, Nelson a obținut primul său rol pe Broadway în spectacolul Lend an Ear, pentru care a primit Premiul World Theatre. A apărut pe scenă, de asemenea, în Follies, pentru care a obținut o nominalizare la premiul Tony, și în Good News. Partenera de dans profesionist a lui Nelson în anii 1950 a fost actrița JoAnn Dean Killingsworth.
Gene Nelson a jucat împreună cu Doris Day în spectacolul Lullaby of Broadway în 1951. A interpretat apoi rolul Will Parker în filmul Oklahoma!.
În 1959 a apărut împreună cu Keith Larsen și Buddy Ebsen în serialul Northwest Passage în rolul unui tânăr care încerca să-și dovedească nevinovăția într-un caz de crimă. Nelson a apărut în episodul din 17 martie 1960 al serialului You Bet Your Life, prezentat de Groucho Marx. El și fiica lui Groucho, Melinda, au interpretat împreună un număr de dans.
Nelson a regizat 8 episoade ale serialului The Rifleman în sezonul 1961-1962, un episod din Star Trek: Seria originală, câteva episoade din primul sezon al serialului I Dream of Jeannie, câteva episoade din serialele Gunsmoke, The Silent Force și The San Pedro Beach Bums. A regizat, de asemenea, două filme cu Elvis Presley: Kissin' Cousins (1964), al cărui scenariu l-a scris, și Harum Scarum (1965). Pentru scenariul filmului Kissin' Cousins a fost nominalizat la premiul WGA pentru cel mai bun musical. El a predat mai târziu la Departamentul de Artă Teatrală al San Francisco State University la sfârșitul anilor 1980.
A interpretat în 1971 rolul Buddy în musicalul Follies de pe Broadway, pentru care a obținut o nominalizare la Premiul Tony din 1972 pentru cel mai bun actor într-un musical. Spectacolul a avut muzica compusă de Stephen Sondheim și a fost coregizat de Michael Bennett și Harold Prince.
Pentru contribuția sa la industria cinematografică, Nelson a fost inclus în 1990 în Hollywood Walk of Fame. Steaua lui Nelson se află pe 7005 Hollywood Boulevard.
Nelson a murit de cancer, la vârsta de 76 de ani, în Los Angeles. I-au supraviețuit cei trei copii ai săi, Douglas, Victoria și Chris.

## Filmografie

### Actor
- Second Fiddle (1939) - rol minor (necreditat)
- Everything Happens at Night (1939) - Skater (necreditat)
- This Is the Army (1943) - soldat (necreditat)
- I Wonder Who's Kissing Her Now (1947) - Tommy Yale
- Gentleman's Agreement (1947) - al doilea soldat din restaurant (necreditat)
- The Walls of Jericho (1948) - procuror asistent (necreditat)
- Apartment for Peggy (1948) - Jerry (necreditat)
- The Daughter of Rosie O'Grady (1950) - Doug Martin
- Tea for Two (1950) - Tommy Trainor
- The West Point Story (1950) - Hal Courtland
- Lullaby of Broadway (1951) - Tom Farnham
- Painting the Clouds with Sunshine (1951) - Ted Lansing
- Starlift (1951) - Gene Nelson
- She's Working Her Way Through College (1952) - Don Weston
- She's Back on Broadway (1953) - Gordon Evans
- Crime Wave (1953) - Steve Lacey
- Three Sailors and a Girl (1954) - Twitch
- So This Is Paris (1954) - Al Howard
- The Atomic Man (1955) - Mike Delaney
- Oklahoma! (1955) - Will Parker
- The Way Out (1955) - Greg Carradine
- Shangri-La (1960, film TV) - Robert
- 20,000 Eyes (1961) - Dan Warren
- The Purple Hills (1961) - Gil Shepard
- Thunder Island (1963) - Billy Poole
- Family Flight (1972, film TV) - căpitanul aeronavei
- S.O.B. (1981) - Clive Lytell

### Regizor
- Life with Archie (1962, film TV)
- Hand of Death (1962)
- Hootenanny Hoot (1963)
- Your Cheatin' Heart (1964)
- Kissin' Cousins (1964)
- Archie (1964, film TV)
- Harum Scarum (1965)
- Where's Everett (1966, film TV)
- The Cool Ones (1967)
- Wake Me When the War Is Over (1969, film TV)
- The Letters (1973, film TV)
- Dan August: The Jealousy Factor (1980, film TV)

## Premii și nominalizări
| An   | Premiu                           | Rezultat    | Categorie                                     | Film                                               |
| ---- | -------------------------------- | ----------- | --------------------------------------------- | -------------------------------------------------- |
| 1951 | Premiul Globul de Aur            | Câștigat    | Cel mai bun actor debutant                    | Tea for Two                                        |
| 1965 | Premiul Writers Guild of America | nominalizat | Cel mai bun scenariu al unui musical american | Kissin' Cousins (împărțit cu Gerald Drayson Adams) |

## Legături externe
- Gene Nelson at Apacheland Movie Ranch Arhivat în 5 august 2013, la Wayback Machine.
- en Gene Nelson la Internet Broadway Database
- Gene Nelson la Internet Movie Database
- Gene Nelson at Memory Alpha (a Star Trek wiki)